# Chastity (ścieżka dźwiękowa)
Chastity – oficjalna ścieżka dźwiękowa powstała do filmu w reżyserii Alessio de Paola pt. Chastity z 1969 roku. Album został wydany 20 czerwca 1969 r., tego samego dnia co szósty album Cher 3614 Jackson Highway. Krążek składa się prawie wyłącznie z utworów instrumentalnych, z wyjątkiem jednej piosenki śpiewanej przez Cher i napisanej przez Elyse J. Weinberg pt. „Chastity's Song (Band of Thieves)”, która została wydana jako singiel. Zarówno singiel jak i ścieżka dźwiękowa okazały się porażkami komercyjnymi.

## Lista utworów
Wszystkie utwory napisane przez Sonny’ego Bono z wyjątkiem „Chastity's Song (Band of Thieves)”, której autorką jest Elyse J. Weinberg.
| Pierwsza strona | Pierwsza strona                     | Pierwsza strona |
| Nr              | Tytuł utworu                        | Długość         |
| --------------- | ----------------------------------- | --------------- |
| 1.              | „Chastity's Song (Band of Thieves)” | 2:59            |
| 2.              | „Chastity Overture”                 | 2:35            |
| 3.              | „Motel I”                           | 2:04            |
| 4.              | „Chastity Walk”                     | 1:46            |
| 5.              | „Flowers (Love of a Family)”        | 2:18            |
| 6.              | „Chastity Love Theme”               | 2:02            |
|                 |                                     | 13:44           |

| Druga strona | Druga strona               | Druga strona |
| Nr           | Tytuł utworu               | Długość      |
| ------------ | -------------------------- | ------------ |
| 1.           | „Chastity Titles”          | 3:32         |
| 2.           | „Motel II”                 | 2:32         |
| 3.           | „Chastity Carousel”        | 2:28         |
| 4.           | „Mexico”                   | 1:21         |
| 5.           | „Chastity (Closing Theme)” | 3:42         |
|              |                            | 13:35        |